# Şahsevən (Kürdəmir)
Şahsevən è un comune dell'Azerbaigian situato nel distretto di Kürdəmir.